# Yolande van Nevers
Yolande van Nevers, ook bekend als Yolande van Châtillon, (1221-1254) was een dochter van Gwijde II van Saint-Pol en van Agnes II van Donzy. Zij was gehuwd met Archimbald IX van Bourbon en regeerde over graafschap Nevers na het overlijden van haar broer Gaucher. Haar dochters waren Mathilde II en Agnes